# Mërgim Mavraj
Mërgim Mavraj (født 9. juni 1986 i Hanau, Tyskland) er en tysk/albansk fodboldspiller, der spiller for tyske Hamburger SV.

## Personlige liv
Mavraj blev født i Hanau som ligger i Vesttyskland. Hans forældre er begge albanere fra Kosovo.

## Klubkarriere

### SV Darmstadt 98
Efter at han skiftede til SV Darmstadt 98 i 2004 fra SG Rosenhöhe Offenbach som ynglingespiller, spillede han et år for klubbens U19 hold. Her spillede han 23 kampe og scorede 3 mål, indtil han i sommerpausen 2005 blev rykket op på senior førsteholdet.
Den 18. marts 2006 fik han både sin debut som professionel og også sin officielle klub-debut for Darmstadt 98, da han spillede 51 minutter af 3-1 nederlaget imod SC Pfullendorf, idet han fik sit andet gule kort, og blev sendt tidligt i bad.

### VfL Bochum
Mavraj skiftede til VfL Bochum den 1. juli 2007. Her spillede han indtil den 19. januar 2011
Han nåede at spille 67 førsteholdskampe, samt 8 kampe for reserve holdet.

### SpVgg Greuther Fürth
Den 19. januar 2011 skiftede Mavraj til SpVgg Greuther Fürth.
I august 2012 overtog Mavraj anførerbindet i klubben.
Han spillede i alt 114 kampe for klubben, og blev noteret for 4 mål samt 5 assist i Fürth trøjen.

### FC Köln
Mavraj havde meddelt, at hvis ikke Fürth ville rykke op i Bundesligaen, ville han forlade klubben til sommer, hvor hans kontrakt også udløb. Men nyoprykkede FC Köln snuppede den 19. maj 2014, og han skiftede i sommerpausen til FC Köln. Han skrev en 3-årig kontrakt med klubben.

## International karriere
Mavraj fik sin debut for Albaniens landshold den 22. maj 2012 i 2-1 sejren over Qatar.